# Hain (Kleinfurra)
Hain is een  dorp in de Duitse gemeente Kleinfurra in het Landkreis Nordhausen in Thüringen. Het dorp dat voor het eerst voorkomt in een oorkonde uit 876 heeft een rommanse kerk uit de 13e eeuw.